# Olga Scheps
Olga Scheps (tiếng Việt: /ôn-ga sep/, tiếng Mỹ: /ɒlgə sɛp/) là một nghệ sĩ dương cầm người Đức gốc Nga, hiện sống tại Cô-lô-nhơ thuộc Đức. Olga Scheps thường được nhắc đến vì là một tài năng trẻ, sớm nổi tiếng từ năm lên 4 tuổi, biểu diễn hòa tấu từ năm 12 tuổi. Năm 14 tuổi, cô đã lưu diễn ở nước ngoài bản Piano Concerto số 1 của Prokofiev tại Düsseldorf, và cả một loạt độc tấu dương cầm trong chuỗi "Concerto Best of NRW". Sau đó, Scheps đã biểu diễn khắp Châu Âu và Châu Á, và cô đã xuất hiện lần đầu tiên tại Hoa Kỳ trong bản hòa tấu piano Concerto số 2 của Liszt với Dàn nhạc Giao hưởng San Antonio, do Sebastian Lang-Lessing chỉ huy.

## Tiểu sử

### Thời thơ ấu
- Olga sinh ngày 4 tháng 1 năm 1986 tại Moskva, trong một gia đình có truyền thống âm nhạc. Người cha là Ilja Scheps, một nghệ sĩ dương cầm và giáo sư ở Aachen tại Hochschule für Musik und Tanz, Köln, đã giúp con học dương cầm từ năm 4 tuổi.[2][3][4] Năm lên sáu tuổi, Olga theo cha sang Đức.[3][5]
- Từ năm 12 tuổi, Olga đã gây được sự chú ý chủa giới âm nhạc Đức qua một số cuộc biểu diễn độc tấu dương cầm và giành được một số giải nhất tại các cuộc thi "Jugend musiziert" của Đức
- Năm 1999, lúc mới 13 tuổi Olga đã được nhận vào học với tư cách là một sinh viên trẻ trong lớp của Giáo sư Vassily Lobanov tại Đại học Âm nhạc Cologne.
- Năm 14 tuổi, Olga đã ra mắt công chúng Đức bản "Piano Concerto số 1 của Prokofiev" tại Tonhalle Düsseldorf trong buổi hòa nhạc Junge Elite, tiếp theo là các màn độc tấu trong chuỗi hòa nhạc Best of NRW và The Next Generation tại Harenberg City Centre Dortmund.[5]
- Năm 15 tuổi, Olga đã nhận được sự giúp đỡ của nghệ sĩ nổi tiếng Alfred Brendel. Từ năm 2006, cô tiếp tục học với Giáo sư Pavel Gililov và đã đạt hạng ưu tú trong kỳ thi hòa nhạc năm 2013. Sau khi tốt nghiệp, Olga tham dự lớp học thạc sĩ âm nhạc cùng với những nghệ sĩ có tiếng thời đó là Dmitrij Bashkirow, Bernd Glemser, Rudolf Kehrer, Michael Endres và Homero Francesch.[2][6]

### Từ năm 2002 đến nay
- Olga đã biểu diễn ở rất nhiều quốc gia và vùng lãnh thổ trên Thế giới như: Ba Lan, Ý, Hà Lan, Áo, Romania, Đan Mạch, Pháp, Tây Ban Nha, Slovenia, Cộng hòa Séc, Thụy Điển, Bắc Macedonia, Thụy Sĩ, Nam Phi, Hoa Kỳ, Israel, Vương quốc Anh và ở Châu Á. Cô có buổi biểu diễn đầu tiên tại Hoa Kỳ tại Nhà hát Majestic ở San Antonio vào tháng 6 năm 2012, nơi cô ấy chơi bản hòa tấu piano số 2 của Liszt với bản giao hưởng San Antonio dưới sự chỉ huy của Sebastian Lang-Lessing.[6]
- Olga cũng thường xuyên biểu diễn tại Klavier-Festival Ruhr kể từ lần đầu ra mắt ở đó vào năm 2007, cũng như các lễ hội nổi tiếng khác là Festspiele Mecklenburg-Vorpommern, Heidelberger Frühling, Kissinger Sommer, Mosel Musikfestival, Mozartfest Würzburg, Rheingau Musik Festival, Schleswig-Holstein, Lễ hội Musik và Sommerliche Musiktage Hitzacker. Buổi biểu diễn của cô tại "Klavier-Festival Ruhr" vào tháng 5 năm 2009 đã được ghi âm và xuất bản trong "Edition Klavier-Festival Ruhr" với sự hợp tác của tạp chí Fono Forum.[2]
- Scheps đã ký hợp đồng thu âm độc quyền đầu tiên của cô với RCA Red Seal (Sony Music). CD Chopin đầu tay của cô năm 2010 được báo chí Đức đón nhận nồng nhiệt.[7]

Olga Scheps mô tả việc chơi dương cầm của mình là "... phần mở rộng khả năng diễn đạt và sự khuếch đại ngôn ngữ của tôi. Bản nhạc đã có sẵn, mà tôi là người phiên dịch". Các tiết mục biểu diễn của Olga chứa đựng khả năng diễn giải về âm nhạc của Chủ nghĩa lãng mạn, đặc biệt là các tác phẩm của các nhà soạn nhạc Nga như Pyotr Ilyich Tchaikovsky và Frédéric Chopin. Olga cũng đã mang đến cho công chúng yêu nhạc những nhạc phẩm ít được biết đến như Lamentate của Arvo Pärt, Piano Concerto của Dvořák và Maledictio của Liszt.

## Sự nghiệp

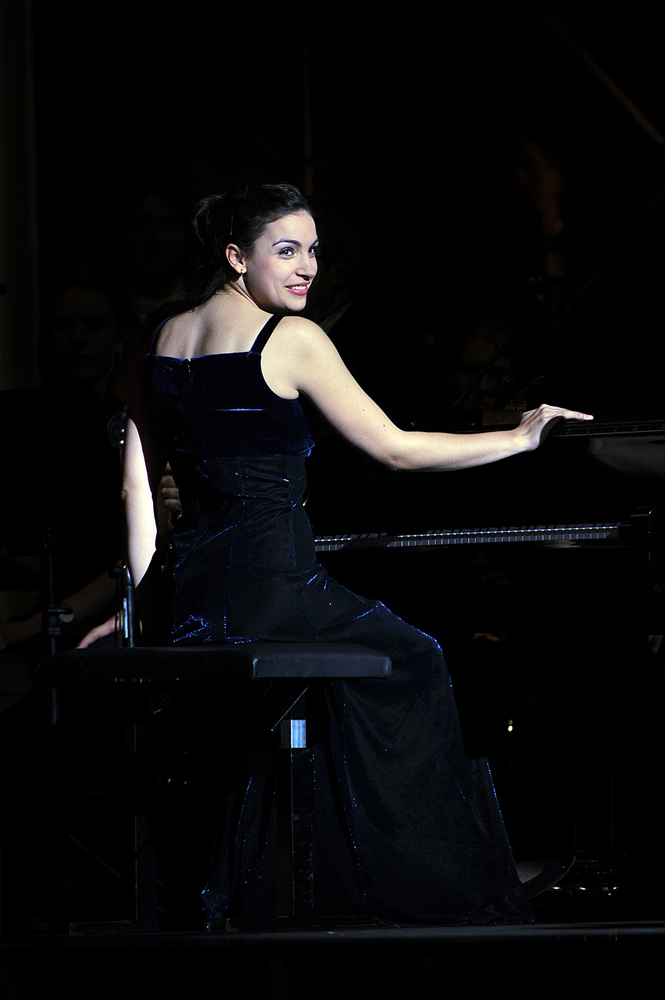
Olga Scheps tại buổi lễ kỷ niệm "50 năm văn hóa tại Audi" vào ngày 11 tháng 11 năm 2012

### Biểu diễn ghi âm
Olga Scheps đã ký hợp đồng thu âm độc quyền đầu tiên với RCA Red Seal (Sony Music). Đĩa CD Chopin đầu tay của cô năm 2010 đã được báo chí Đức đón nhận nồng nhiệt. Sau đó ít lâu, Olga được Giải thưởng ECHO Klassik đầu tiên với tư cách là Người mới của năm (Piano) khi ra mắt tại Philharmonie Essen. Cô phát hành album thứ hai với các tác phẩm của các nhà soạn nhạc Nga vào mùa thu năm 2010. Vào tháng 9 năm 2012, Scheps trình bày album thứ ba của Schubert. Ngoài ra, Olga đã biểu diễn thính phòng hợp tác với các nghệ sĩ vĩ cầm Daniel Hope, Nils Mönkemeyer và Erik Schumann, nghệ sĩ Adrian Brendel, Alban Gerhardt và Jan Vogler. Hoạt động này được hỗ trợ bởi Deutsche Stiftung Musikleben và Quỹ Học thuật Quốc gia Đức.

### Các đĩa chính đã xuất bản
- Chopin (2010)
- Russian Album (2010)
- Schubert (2012)
- The Chopin Piano Concertos No. 1 & 2 (2014)
- Vocalise
- Satie
- Melody
- Tchaikovsky
- 100% Scooter – Piano Only (2017)

## Giải thưởng
Vào ngày 17 tháng 10 năm 2010, Olgac đã nhận được Giải thưởng ECHO Klassik đầu tiên gọi là "Newcomer of the Year (Piano)" (Người mới của năm về dương cầm) cho các nhạc phẩm của Chopin khi ra mắt tại Philharmonie Essen.